# Chorrillo FC
Chorrillo Fútbol Club – panamski klub piłkarski z siedzibą w stołecznym mieście Panama. Funkcjonował w latach 1974–2018.

## Osiągnięcia
- Liga Panameña

| zwycięstwo (3):     | 2011 (A), 2014 (C), 2017 (A)           |
| drugie miejsce (4): | 2009 (A), 2011 (C), 2015 (A), 2016 (C) |

## Historia
Początki klubu sięgają 1953 roku, kiedy to zaczęto rozgrywać pierwsze lokalne mecze na boiskach w dzielnicy (barrio) El Chorrillo stołecznego miasta Panama. Oficjalnie został założony w 1974 roku jako Chorrillo FC; jednym z jego celów było propagowanie sportu wśród młodzieży, w ramach alternatywy dla zachowań przestępczych. Feniks w herbie klubu nawiązuje do działań mających na celu odbudowę dzielnicy El Chorrillo, zbombardowanej podczas inwazji Stanów Zjednoczonych na Panamę.
W latach 70. i 80. zespół wyróżniał się na arenie krajowej, występując w ligach regionalnych oraz w amatorskiej ogólnokrajowej lidze panamskiej. W 1984 roku wywalczył amatorskie wicemistrzostwo Panamy i zakwalifikował się do Pucharu Mistrzów CONCACAF. Ostatecznie nie wziął jednak udziału w tym turnieju ze względów finansowych. W latach 1994–1995 występował w rozgrywkach Liga Nacional de Fútbol No Aficionado (LINAFA), które podczas dwuletniego rozłamu ligi panamskiej były konkurencyjne dla bardziej popularnej ANAPROF.
Zespół de facto awansował do najwyższej klasy rozgrywkowej dopiero w 2001 roku, po zwycięstwie w finale drugiej ligi z Pan de Azúcar (3:2). W Liga Panameña zadebiutował porażką z Plazą Amador (0:2). Rywal ten, mający siedzibę w pobliskiej dzielnicy, jest derbowym przeciwnikiem Chorrillo, a spotkania między nimi są określane jako Clásico del Pueblo. Historycznego gola w pierwszej lidze zdobył dla Chorrillo dwie kolejki później José Luis Herrera, w meczu ze Sportingiem 89' (1:0). W sezonie 2006 klub występował pod nazwą Municipal Chorrillo, lecz już po roku powrócił do poprzedniego nazewnictwa.
Pierwsze mistrzostwo Panamy zespół zdobył w jesiennym sezonie Apertura 2011, pokonując w finale ligowym Plazę Amador (4:1). Czołowymi graczami drużyny prowadzonej wówczas przez trenera Miguela Mansillę byli m.in. Alberto Quintero czy Rolando Blackburn. Kolejne tytuły mistrzowskie wywalczył w sezonach Clausura 2014 (trener Julio Medina III) i Apertura 2017 (trener Richard Parra). W kwietniu 2018 klub zakończył swoje funkcjonowanie – wszedł w fuzję się z drugoligowym CD Centenario i przeniósł licencję do miasta Penonomé, tworząc nowy zespół CD Universitario.